# Ludwig von Georgii
Johann Christian Ludwig Georgii, ab 1871 von Georgii, (* 25. Oktober 1810 in Urach; † 18. März 1896 in Tübingen) war ein deutscher lutherischer Pfarrer und Theologe.

## Beruf
Ludwig Georgii war der Sohn des Uracher Bürgermeisters Heinrich August Georgii (1770–1850). Er studierte 1827 evangelische Theologie in Tübingen. 1832 war er Vikar in Dettingen unter Teck und Pliezhausen, 1833 in Esslingen. Noch im selben Jahr ging er als Pfarrverweser nach Dörrenzimmern im Oberamt Künzelsau, 1834 übernahm er dort die Pfarrstelle. 1840 wurde er Helfer in Calw und 1846 Stadtpfarrer und Dekan in Brackenheim. 1848 berief man ihn in die Kirchenverfassungskommission. 1853 ging Georgii als Dekan nach Tübingen, 1869 wurde er dort schließlich Prälat und Generalsuperintendent. Mit 80 Jahren trat er 1890 in den Ruhestand. 1869 und 1879 war Georgii Mitglied der evangelischen Landessynode.
Georgii war seit 1834 mit Charlotte Renz (1814–1899), Tochter des Pfarrers Karl Christoph Renz, verheiratet. Die Tochter Lotte heiratete den Philosophen Christoph von Sigwart, Sophie den Theologen Albert Karl Wilhelm Grünenwald.

## Politik
Die Generalsuperintendenten der evangelischen Landeskirche waren Kraft Amtes privilegierte Mitglieder der Zweiten Kammer des württembergischen Landtags. Ludwig von Georgii trat nach seiner Ernennung in Tübingen deshalb auch 1870 in den Landtag ein. Er übte das Mandat bis zu seinem Eintritt in den Ruhestand 1890 aus.

## Übersetzung
1853 erschienen in der Reihe Griechische Prosaiker in neuen Uebersetzungen seine Übersetzungen der Platonischen Dialoge Phaidros und Lysis.

## Ehrungen und Nobilitierung
- 1869 Ehrendoktor (Dr. phil. h. c.) der Universität Tübingen
- 1869 Kommenturkreuz 2. Klasse des Friedrichs-Ordens
- 1871 Ritterkreuz 1. Klasse des Ordens der Württembergischen Krone, welches mit dem persönlichen Adelstitel (Nobilitierung) verbunden war
- 1877 Ehrendoktor (Dr. theol. h. c.) der Universität Tübingen
- 1884 Kommenturkreuz des Ordens der Württembergischen Krone